# Barbro Holmberg
Barbro Margareta Holmberg (Stensele, 7 april 1952) is een Zweeds politica namens de sociaaldemocratische Arbeiderspartij.

## Loopbaan
Tussen 2003 en 2006 maakte ze als minister van Immigratie deel uit van de Zweedse regering onder premier Göran Persson. In 2008 werd Holmberg aangesteld als gouverneur van de provincie Gävleborgs län, een functie die ze tot 2015 bekleedde.

### Persoonlijk
Holmberg werd geboren als Barbro Margareta Holmström en groeide op in Jörn. Samen met haar toenmalige echtgenoot Thomas Nordegren kreeg ze een zoon en een meisjestweeling. Haar dochter Elin Nordegren was van 2004 tot 2010 getrouwd met de Amerikaanse golfer Tiger Woods.
- International Standard Name Identifier: 0000 0000 5141 6752
- Library of Congress Control Number: n81045992
- Nationale Bibliotheek van Israël: 987007601442405171
- Nederlandse Thesaurus van Auteursnamen: 068215002
- LIBRIS: 204351
- Virtual International Authority File: 40693153
- WorldCat: E39PBJfmt7xH6yYtXKx9wKrg8C